# College Road Trip
College Road Trip (Loco Viaje al Campus en España y Un Viaje de Aquellos en Latinoamérica) es una película de Walt Disney Pictures estrenada el 7 de marzo de 2008 en Estados Unidos.

## Información
La película fue dirigida por Roger Kumble y protagonizada por Martin Lawrence, Raven-Symoné, Kym Whitley, Brenda Song, Margo Harshman y Donny Osmond. La filmación de la película empezó el 8 de julio de 2007 y concluyó el 28 de septiembre del mismo año.
La familia americana de la película se centra en la universidad determinada por la adolescente Melanie Porter (Raven-Symoné), que va en un viaje por carretera a los diferentes colegios con su padre (Martin Lawrence).

### Promoción
Para promocionar la película, Raven-Symoné apareció en WWE Wrestlemania XXIV, Chelsea Lately, MTV's TRL, Live with Regis and Kelly, The View, BET's 106 & Park, and The Oprah Winfrey Show. El tema musical de la película era "Double Dutch Bus", cantado por Raven-Symoné. El video musical de la canción apareció en Disney Channel y se incluyó en su cuarto álbum de estudio. El video incluye escenas de la película.
El primer tráiler apareció junto con Mr. Magorium's Wonder Emporium y Encantada.
La publicidad de la película utilizó el lema "Ellos simplemente no puede llegar lo suficientemente rápido".

## Sinopsis
Escoger universidad puede ser uno de los momentos más emocionantes en la vida de una chica... a menos que un padre hiper-protector no esté preparado para ello. Melanie (Raven-Symoné) está entusiasmada con este primer paso hacia su independencia y organiza un plan de chicas para recorrer en coche varias universidades. Pero cuando su padre, -Jefe de Policía- (Martin Lawrence) insiste en escoltarlas, Melanie se encuentra con que el viaje de sus sueños se ha convertido en una descacharrante pesadilla llena de momentos cómicos y muchos líos.

## Reparto
- Martin Lawrence como Chief James Porter.
- Raven-Symoné como Melanie Porter.
- Eshaya Draper como Trey Porter.
- Kym Whitley como Michelle Porter.
- Donny Osmond como Doug.
- Molly Ephraim como Wendy.
- Brenda Song como Nancy Carter.
- Margo Harshman como Katie.
- Vincent Pastore como Freddy.
- Lucas Grabeel como Scooter.
- Will Sasso como Diputado O'Mally.
- Kelly Coffield Park como Madre de Casa de Hermandad de mujeres.
- Joseph R. Gannascoli como Sr. Arcarra.
- Michael Landes como Donny.
- Adam LeFevre como Juez.
- Eugene Jones III como Hunter.
- Josh Meyers como Stuart.
- Lonny Ross como Guía estudiantil.

### Doblaje en español
Para conseguir la película en español, se realizó un doblaje para su distribución en dicho país. El proceso se llevó a cabo en el estudio SOUNDUB de España, en Madrid, a la dirección de Juan Antonio Arroyo. En relación con los actores de doblaje, participaron Iñaki Crespo (como James Porter), Pilar Martín (Melanie POrter), Cristina Yuste (Nancy), María Jesús Nieto (Michelle Porter), Jorge García Insúa (Agente O´Mally), Chema Lara (Doug Greenhut) y Rafa Ramos (Trey Porter).

## Calificación
| - Internet Movie Database - Rotten Tomatoes - Metacritic - Box Office Mojo (C) - Box Office Prophets - All Movie Guide - FilmAffinity - Movie Review Query Engine (G) - Filmweb - Douban - Everyone's a Critic - Top Ten Reviews - AlloCiné - PORT.hu | - MovieTome - Common Sense Media - Slant Magazine - Reel Film - Three Movie Buffs - Movie Man's Guide - The King's Room - Entertainment Weekly (C+) - Movie Pie - Christian Answers - Movies.com - Parent Previews (B) - Film Threat - SF Gate |

## Productos

### DVD y Blu-ray
La película fue lanzada en DVD y Blu-ray Disc el 15 de julio de 2008. Tanto el DVD y Blu-ray contiene las siguientes características de bonificación:
- Escenas eliminadas, incluidos los suplentes, escenas de apertura y cierre.
- El video "Double Dutch Bus".
- Audiocomentario del director Roger Kumble, escritores y Carrie Evans, Emi Mochizuki, y las estrellas.
- Raven's Video Diary - a lo largo de la etiqueta sobre el conjunto de las jóvenes estrellas de la sensación de Disney espectáculos y películas.
- En el set: Double Dutch Bus - Detrás de las escenas buscar en el rodaje de la película la firma de la canción.
- Bloopers.

Especificación
- Dolby Digital 5.1 Sonido Surround.
- Idioma inglés.
- Subtítulos en español y francés.
- Pantalla completa (1:33:1) y Widescreen (2.35:1).

College Road Trip vendió 439,809 ejemplares en la primera semana del lanzamiento, desechando $8,030,648 de dólares de ingreso adicional para la licencia. Se ha vendido un total de 998,359 copias desde su lanzamiento y un total de $17,902,192 de dólares en ventas de DVD.
- Billboard Top DVD (en ventas): #2[35]
- Billboard Top Video (en rentas): #2[36]

### Libros
En mayo de 2008, Disney Press publicó un libro basado en la película escrita por Alice Alfonsi. La novela ha impreso el cartel original de la película como la cubierta..

## Premios y nominaciones
| Año  | Premio                                     | Categoría                                             | Resultado |
| ---- | ------------------------------------------ | ----------------------------------------------------- | --------- |
| 2008 | Teen Choice Award                          | "Película de Comedia Preferida"                       | Nominada  |
| 2008 | Golden Icon Awards/28th Golden Icon Awards | "Película Adolescente Favorita"                       | Nominada  |
| 2008 | Summer Fort Myers Beach Film Festival      | "Película adolescente de comedia del verano favorita" | Ganó      |